# گمشتکین
گمشتکین (م. ۱۱۷۷) خواجه ترک در دربار دودمان زنگی بود که در زمان نورالدین زنگی به عنوان نایب وی در موصل در عراق انتخاب شد. پس از مرگ نورالدین، گمشتکین به عنوان سرپرست فرزند وی، الصالح اسماعیل، انتخاب شد و توانست کنترل قلمرویی از دمشق تا حلب در دست بگیرد. وی همچنین اتحادی با سیف‌الدین غازی، امیر موصل، علیه ابن مقدم که کنترل دمشق را در دست گرفته بود، تشکیل داد. پس از این اتحاد، ابن مقدم از صلاح‌الدین ایوبی، سلطان ایوبیان در مصر، کمک خواست و پس از رسیدن وی به دمشق، کنترل شهر را به وی واگذار کرد. در این زمان بنا به دستور امیر جوان زنگی، اقطاع حارم به وی اعطا شد.
پس از به قدرت رسیدن گمشتکین در حلب، وی دستور به آزادی رینالد شاتیون، ژوسلین سوم و سایر اسیران مسیحی در سال ۱۱۷۶ داد. با این حال وی به بهانه مذاکره با صلیبیون و خیانت به مسلمانان در سپتامبر ۱۱۷۷ دستگیر و بر روی دیوار شهر حارم اعدام شد.